# Jeanne Clair
Jeanne Louise Michèle Clair, född 17 maj 2006, är en fransk konstsimmare.

## Karriär
Vid junior-EM 2023 i Funchal var Clair en del av Frankrikes lag som tog brons i det tekniska lagprogrammet. Vid junior-EM 2024 i Cottonera var hon en del av Frankrikes lag som silver i det fria lagprogrammet och brons i det tekniska lagprogrammet.
Vid konstsim-EM 2025 i Funchal var Clair en del av Frankrikes lag som tog brons i det tekniska lagprogrammet.